# Петра Беле
Петра Беле, до шлюбу Шаф (нім. Petra Behle (Schaaf); нар. 5 січня 1969, Офенбах, Німеччина) — колишня німецька біатлоністка, Олімпійська чемпіонка Нагано 1998 року, дворазова срібна призерка Олімпійських ігор 1992 та 1994 років, дев'ятиразова чемпіонка світу з біатлону. У сезоні 1991/1992 вона першою серед німкень потрапила до призової трійки загального заліку біатлоностів, а в сезоні 1995/1996 їй знову вдалося повторити своє попереднє досягнення. 

## Виступи на Олімпійських іграх
| Рік  | Місце проведення | Інд | Спр | Пр | МС | Ест |
| 1992 | Альбервіль       | 13  | 6   |    |    | 2   |
| 1994 | Ліллегамер       | 15  | 5   |    |    | 2   |
| 1998 | Нагано           | 27  | 16  |    |    | 1   |

## Виступи на чемпіонатах світу
| Рік  | Місце проведення | Інд | Спр | Пр | МС | Ест | КГ |
| 1987 | Лахті            | 25  | 19  |    |    |     |    |
| 1988 | Шамоні           | 10  | 1   |    |    | 5   |    |
| 1989 | Файстриць        | 1   | 15  |    |    | 4   | 3  |
| 1990 | Мінськ           | 3   | 33  |    |    | 8   | 2  |
| 1991 | Лахті            | 1   | 10  |    |    |     | 4  |
| 1992 | Новосибірськ     |     |     |    |    |     | 1  |
| 1993 | Боровець         | 1   | 6   |    |    | 4   |    |
| 1995 | Антхольц         | 16  | 23  |    |    | 1   | 2  |
| 1996 | Рупольдінг       | 19  | 11  |    |    | 1   | 1  |
| 1997 | Брезно-Осрбліє   | 12  | 9   | 9  |    | 1   |    |
| 1998 | Поклюка          |     |     | 5  |    |     |    |

## Загальний залік в Кубку світу
- 1986-1987 — 11-е місце
- 1987-1988 — 4-е місце
- 1988-1989 — 13-е місце
- 1989-1990 — 11-е місце
- 1990-1991 — 6-е місце
- 1991-1992 — -е місце
- 1992-1993 — 5-е місце
- 1993-1994 — 10-е місце
- 1994-1995 — 10-е місце
- 1995-1996 — -е місце
- 1997-1998 — 7-е місце